# 신의성실의 원칙
신의성실의 원칙(信義誠實原則, 라틴어: bona fides→good faith, 라틴어: bona fide→in good faith)은 모든 사람이 사회공동생활의 일원으로서 상대방의 신뢰에 반하지 않도록 성의있게 행동할 것을 요구하는 법원칙이다. 줄여서 신의칙(信義則)이라고 한다.
로마법에 기원을 두고 있으나, 프랑스 민법에서 근대 사법상 처음으로 규정했으며(동법 1134조), 스위스 민법이 민법 전체의 최고원리로 발전시켰다. 대한민국 법학계에서는 기존에 신의칙이 민법 최고의 원리라는 견해가 우세했으나, 최근들어 사적자치의 원칙을 민법의 최고원리로 파악하고 신의칙을 예외적으로 적용되어야 할 제한규정으로 평가하는 견해도 힘을 얻고 있다. 신의칙은 민법 영역에서의 법원리였으나 근래 공법 분야에서도 적용되는 법원리로 자리매김하고 있다.
파생된 중요원칙으로 사정변경의 원칙, 금반언의 원칙, 실효의 원칙, 계약충실의 원칙(pacta sunt servanda)이 있다.
조리는 경험칙, 사회통념, 사회적 타당성, 신의성실, 사회질서, 형평, 정의, 이성, 법에 있어서의 체계적 조화, 법의 일반원칙  등의 이름으로 표현되기도 한다.

## 민법

### 신의성실의 원칙의 기능.
1. 보충 기능 : 법적 특별결합관계에 있는 당사자들 사이의 권리 및 의무의 내용을 구체적으로 확정함으로써 계약 내용을 보충하는 기능을 한다. 부수의무의 내용 및 급부방식의 태양 등을 정하며 한편 계약의 보충적 해석에서 신의칙이 관여할 수 있다.
2. 한정 기능 : 법적인 권리와 지위가 가지는 내적 한계를 설정함으로써 형식논리의 관철에 따른 부당한 결과의 도출을 막는 기능을 한다. 모순된 거동금지의 원칙, 실효의 원칙, 권리남용 금지의 원칙 등이 그 예이다.
3. 수정 기능 : 형식적인 법적 지위의 수정을 통해 정의로운 법률관계의 도출을 꾀하는 기능을 한다. 이른바 행위기초론 내지 사정변경의 원칙이 그 예이다.
4. 수권 기능 : 법관의 의한 법형성에서 신의칙이 그 기준이 된다. 대한민국 민법 제1조를 매개로 조리의 내용인 신의칙이 수권기능을 담당하고 있다.

### 비교법
| 국명     | 법명          | 해당 조문                                                                         |
| -------- | ------------- | --------------------------------------------------------------------------------- |
| 일본     | 일본 민법     | (기본원칙) 제1조 2 권리의 행사 및 의무의 이행은 신의에 좇아 성실하게 하여야 한다. |
| 대한민국 | 대한민국 민법 | 제2조(신의성실) ① 권리의 행사와 의무의 이행은 신의에 좇아 성실히 하여야 한다.     |

### 신의칙 위반사례
- 담보가치 조사 당시 대항력 있는 임차권을 부인한 임차인의 배당요구
- 보증금이 없다고 확약서까지 만들어 준 임차인이 보증금의 반환을 내세워 건물명도를 거부하는 경우
- 본인의 지위를 상속한 무권대리인이 본인의 지위에서 무권대리행위의 추인을 거절하는 경우
- 이의 보류 없이 퇴직금을 수령한 근로자의 해고무효확인청구
- 취득시효 완성사실을 알지 못하고 점유자가 권리주장을 하지 않는다는 약정을 하였으나, 그 약정에 반하여 취득시효를 주장하는 경우
- 배당금을 이의 없이 수령한 경매목적물 소유자가 경매절차를 무효라고 주장하는 경우
- 건물신축을 허락한 대지소유자가 건물경락인에 대하여 건물철거를 구하는 행위
- 실질적인 채무자가 자신의 부탁으로 연대보증한 자에 대한 구상권 행사
- 건물을 양수하면서 지상권까지 양도받기로 한 자에 대한 대지소유자의 건물철거청구

### 신의칙 위반이 아니라고 한 사례
- 경매절차와 관련 없이 행한 임대차 조사에서 임차인이 일시 임차사실을 묵비하였으나, 경매절차에서 임대차관계가 분명하게 된 경우 임차인의 동시이행의 항변
- 무권리자의 지위를 상속한 권리자(본인)가 추인을 거절하는 경우
- 상속개시 전에 한 상속권포기약정에 반하여 상속권을 주장하는 경우

## 민사소송법

### 대한민국
대한민국 민사소송법에서 당사자와 소송관계인은 상대방의 신뢰를 헛되이 하지 않도록 성실하게 소송을 수행하여야 한다고 선언하고 있다. 따라서 당사자 한쪽이 잔꾀를 써서 자기에게 유리한 소송상태나 상대방에게 불리한 상태를 만들어 놓고 이를 이용하는 행위는 신의칙에 위배되어 금지된다.  법원은 당사자의 주장이 없어도 신의성실의 원칙에 반하는 여부를 직권으로 판단할 수 있다.

#### 소송상태의 부당형성 금지
재판적의 도취, 고액채권의 소액채권화, 공시송달의 남용, 증인으로 나서기 위한 권리양도, 강제집해 면탈 목적의 명의신탁적 양도 등은 금지된다.

#### 선행행위와 모순되는 거동의 금지 (소송상의 금반언)
한쪽 당사자가 과거에 일정방향의 태도를 취하여 상대방으로 하여금 이를 신뢰하게 만들어 놓고, 이제 와서 신뢰를 저버리고 종전의 태도와는 모순되는 거동으로 나오는 경우에는 뒤의 거동은 신의칙상 허용되지 않는다. 예를 들어 부제소특약, 소취하계약에 반하는 소제기, 묵시적 일부청구 확정 이후 잔부청구, 사실의 존재를 주장했던 원고가 피고가 될 때 부존재를 주장하는 경우 등이 있다. 한계로는 모순의 정도가 크지 않은 경우, 객관적 진실의 우선, 사실에 대한 법률적 평가를 달리하는 경우가 있다.

#### 소송상 권능의 실효
당사자의 일방이 소송상의 권능을 장기간에 걸쳐 행사하지 않은 채 방치하였기 때문에 행사하지 않으리라는 정당한 기대가 상대방에게 생기고, 상대방이 그에 기하여 행동한 때에는 신의칙상 소송상의 권능은 이미 실효된 것으로 보아야 한다. 적용되는 경우로는 기간이 정함이 없는 항소권, 기간의 정함이 없는 불복신청, 형성소권 등이 있다.

#### 소송상 권능의 남용금지
소송외적 목적의 추구를 위한 소송상의 권능 행사는 소권의 남용으로서 보호할 가치가 없다. 예로는 특별절차 대신에 소를 제기하는 경우, 소권의 행사가 법의 목적에 반하는 때, 무익한 소권의 남용, 소송지연이나 사법기능의 혼란, 마비를 조성하는 소권의 행사, 재산상의 이득이나 탈법 따위를 목적으로 하는 소권의 행사, 기판력제도의 남용, 증명방해 등이 있다.

#### 판례
- 채무자의 소멸시효에 기한 항변권의 행사도 우리 민법의 대원칙인 신의성실의 원칙과 권리남용금지의 원칙의 지배를 받는 것이어서, 채무자가 시효완성 전에 채권자의 권리행사나 시효중단을 불가능 또는 현저히 곤란하게 하였거나, 그러한 조치가 불필요하다고 믿게 하는 행동을 한 경우, 객관적으로 채권자가 권리를 행사할 수 없는 장애사유가 있는 경우, 일단 시효완성 후에 채무자가 시효를 원용하지 아니할 것 같은 태도를 보여 권리자로 하여금 그와 같이 신뢰하게 한 경우, 또는 채권자보호의 필요성이 크고, 같은 조건의 다른 채권자가 채무의 변제를 수령하는 등의 사정이 있어 채무이행의 거절을 인정함이 현저히 부당하거나 불공평하게 되는 등의 특별한 사정이 있는 경우에는 채무자가 소멸시효의 완성을 주장하는 것이 신의성실의 원칙에 반하여 권리남용으로서 허용될 수 없다.”(대법원 1997. 12. 12. 선고 95다29895판결, 대법원 2002. 10. 25. 선고 2002다32332 판결 등 참조).[4]

- 사용자로부터 해고된 근로자가 퇴직금 등을 수령하면서 아무런 이의의 유보나 조건을 제기하지 않았다면 특별한 사정이 없는 한 그 해고의 효력을 인정하였다고 할 것이고, 따라서 그로부터 오랜 기간이 지난 후에 그 해고의 효력을 다투는 소를 제기하는 것은 신의칙이나 금반언의 원칙에 위배되어 허용될 수 없으나, 다만 이와 같은 경우라도 해고의 효력을 인정하지 아니하고 이를 다투고 있었다고 볼 수 있는 객관적인 사정이 있다거나 그 외에 상당한 이유가 있는 상황 하에서 이를 수령하는등 반대의 사정이 있음이 엿보이는 때에는, 명시적인 이의를 유보함이 없이 퇴직금을 수령한 경우라고 하여도 일률적으로 해고의 효력을 인정하였다고 보아서는 안 된다.(대법원 1996. 3. 8. 선고 95다51847 판결, 2003. 10. 10. 선고 2001다76229판결 등 참조).[5]

- 민사소송법 제635조 제2항, 제633조 제5호는 경매기일공고가 법률의 규정에 위반한 때에는 직권으로 경락을 허가하지 아니한다고 규정하고 있을 뿐 위반의 원인이 경매법원의 잘못 때문인지, 이해관계인의 잘못 때문인지에 따라 이를 달리 규정하고 있는 것은 아니므로 경매법원의 잘못으로 경매기일공고가 법률의 규정에 위반한 때에도 직권으로 경락을 허가하지 아니하여야 하고 따라서 그 규정에 따라 낙찰을 허가하지 않은 입찰법원의 결정이 신의칙 위반은 아니다.[6]

- 이 사건 추완항소가 적법하다고 할 수는 없으나, 피고가 추완항소를 제기하였으나 원심이 이를 즉시 각하하지 아니 하고 1년 4개월 여가 지나서야 각하하였다는 등의 사정이 있다고 하더라도 원심판결이 신의성실의 원칙에 반한다고 할 수 없다.[7]

- 원고의 형이 토지를 시효취득하였음을 청구원인으로 하여 소유권이전등기절차이행을 청구하였던 사건에 증인으로 출석하여 자신이 형을 대리하여 위 토지를 관리하였다고 증언하였다가 형의 패소로 확정되자 이번에는 자신이 소유의 의사로 위 토지를 점유 관리하여 시효취득하였음을 청구원인으로 하여 소유권이전등기절차이행청구의 소를 제기한 것이라고 하더라도 그 소의 제기가 곧바로 금반언의 원칙이나 신의칙에 위반되는 것이라고 단정할 수 없다.[8]

- “A주식회사의 대주주이며 대표이사로서 위 회사를 사실상 지배하던 갑의 처인 을, 처남인 병 등이 갑을 위하여 회사경영에 참여해 오다가 갑이 정에게 대가를 받고 회사의 소유와 경영을 넘겨주면서 앞으로 어떠한 권리주장이나 청구도 하지 않기로 확약하였고 그에 따라 을, 병 역시 회사경영에서 완전히 손을 떼었음에도 불구하고 그로부터 3년 정도나 경과한 뒤에 갑이 정과의 합의를 무시하고 다시 회사의 경영권을 되찾아 보려고 나서자 을, 병 역시 갑의 의도에 부응하여 갑이 제기한 주주총회결의부존재확인소송에 공동소송참가를 하였다면 이는 신의성실의 원칙에 반하는 제소로서 소권의 남용에 해당한다.[9]

- 민사소송의 당사자와 소송관계인은 신의에 따라 성실하게 소송을 수행하여야 하고, 민사소송의 일방 당사자가 다른 청구에 관하여 관할만을 발생시킬 목적으로 본래 제소할 의사 없는 청구를 병합한 것이 명백한 경우에는 관할선택권의 남용으로서 신의칙에 위배되어 허용될 수 없으므로, 그와 같은 경우에는 관련재판적에 관한 민사소송법 제25조의 규정을 적용할 수 없다[10]

- 단체협약 등 노사합의의 내용이 근로기준법 등의 강행규정을 위반하여 무효인 경우에, 그 무효를 주장하는 것이 신의칙에 위배되는 권리의 행사라는 이유로 이를 배척한다면 강행규정으로 정한 입법 취지를 몰각시키는 결과가 되므로, 신의칙을 적용하기 위한 일반적인 요건을 갖춤은 물론 강행규정성에도 불구하고 신의칙을 우선하여 적용하는 것을 수긍할 만한 특별한 사정이 있는 예외적인 경우에 해당하지 않는 한 그러한 주장이 신의칙에 위배된다고 볼 수 없다[11]

## 국제법
신의칙은 국제법의 일반원칙으로 이해되고 있다.
The principle that States shall fulfil in good faith the obligations assumed by them in accordance with the Charter.— 1970년 UN 총회, 우호관계선언

## 행정법
조세법률주의에 의하여 합법성의 원칙이 강하게 작용하는 조세실체법과 관련한 신의성실의 원칙은 합법성을 희생해서라도 구체적 신뢰를 보호할 필요성이 있다고 인정되는 경우에 한하여 비로소 적용된다고 할 것인바, 납세의무자에게 신의성실의 원칙을 적용하기 위해서는 객관적으로 모순되는 행태가 존재하고, 그 행태가 납세의무자의 심한 배신행위에 기인하였으며, 그에 기하여 야기된 과세관청의 신뢰가 보호받을 가치가 있는 것이어야 할 것이다. 납세의무자가 명의신탁받은 부동산을 신탁자 등에게 임대한 것처럼 가장하여 사업자등록을 마치고 그 중 건물 등의 취득가액에 대한 매입세액까지 환급받은 다음, 임대사업의 폐업신고 후 잔존재화의 자가공급 의제규정에 따른 부가가치세 부과처분 등에 대하여 그 부동산은 명의신탁된 것이므로 임대차계약이 통정허위표시로서 무효라고 주장하는 것은 신의성실의 원칙에 위배된다고 본 사례가 있다.

## 참고 자료
- 조상희, 『법학전문대학원 민사소송법 기본강의』. 한국학술정보(주), 2009. ISBN 978-89-534-2307-7

## 같이 보기
- 권리남용 금지의 원칙